# Gautsträsktjärnen
Gautsträsktjärnen är en sjö i Sorsele kommun i Lappland och ingår i Umeälvens huvudavrinningsområde. Sjön har en area på 0,0608 kvadratkilometer och ligger 342 meter över havet.

## Delavrinningsområde
Gautsträsktjärnen ingår i det delavrinningsområde (727911-157661) som SMHI kallar för Utloppet av Nedre Gautsträsket. Medelhöjden är 355 meter över havet och ytan är 29,02 kvadratkilometer. Räknas de 345 avrinningsområdena uppströms in blir den ackumulerade arean 5 937,21 kvadratkilometer. Vindelälven som avvattnar avrinningsområdet har biflödesordning 2, vilket innebär att vattnet flödar genom totalt 2 vattendrag innan det når havet efter 323 kilometer. Avrinningsområdet består mestadels av skog (45 procent). Avrinningsområdet har 10,5 kvadratkilometer vattenytor vilket ger det en sjöprocent på 36,2 procent.